# Iset (Tochter von Amenophis III.)
Iset, auch Aset oder Isis, war eine altägyptische Prinzessin der 18. Dynastie (Neues Reich).

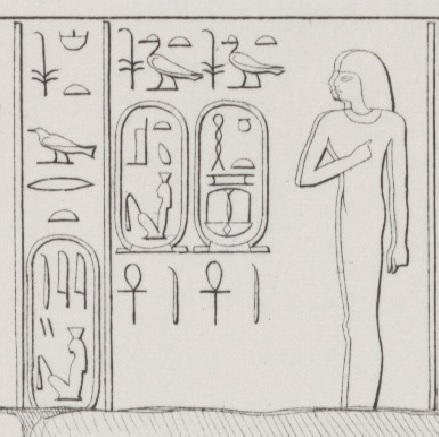
Iset. Tempel von Soleb (K. R. Lepsius)

## Name
Der Name dieser Prinzessin steht für die Göttin Isis und wird wörtlich mit „Thron“ übersetzt.

## Herkunft
Iset war die zweite oder dritte Tochter von Amenophis III. und seiner „Großen Königlichen Gemahlin“ Teje. Schwester von Thutmosis, Echnaton, Sitamun, Nebet-tah und Henuttaunebu. Wie ihre Mutter Teje und ihre Schwester Sitamun war auch Iset „Große Königliche Gemahlin“ von Amenophis III. Sie erhielt diesen Titel während der Feierlichkeiten des Sed-Festes in dessen 34. Regierungsjahr.

## Belege
Auf mehreren Objekten wird Iset zusammen mit ihrem Vater genannt, unter anderem auf einer Statue, die sich in Privatbesitz befindet. Dies ist zudem der einzige Beleg, auf dem sie als „Große Königliche Gemahlin“ bezeichnet wird. Als einfache Prinzessin ist Iset in Soleb dargestellt und eine aus Karneol gefertigte Gemme nennt sowohl die Namen ihrer Eltern als auch den ihrer Schwester Henuttaunebu.
Die bisherigen Funde geben jedoch keine weitere Auskunft über ihr Leben am Königshof. Todesursache und Grabstätte der Iset sind unbekannt.